# 加里利亚诺河畔圣安布罗焦
加里利亚诺河畔圣安布罗焦（義大利語：Sant'Ambrogio sul Garigliano）是意大利弗罗西诺内省的一个市镇。总面积8.95平方公里，人口992人，人口密度110.8人/平方公里（2009年）。ISTAT代码为060065。